# Łyskowo (Rosja)
Łyskowo – miasto w Rosji, w obwodzie niżnonowogrozskim. W 2010 roku liczyło 21 880 mieszkańców.